# 夜間模式

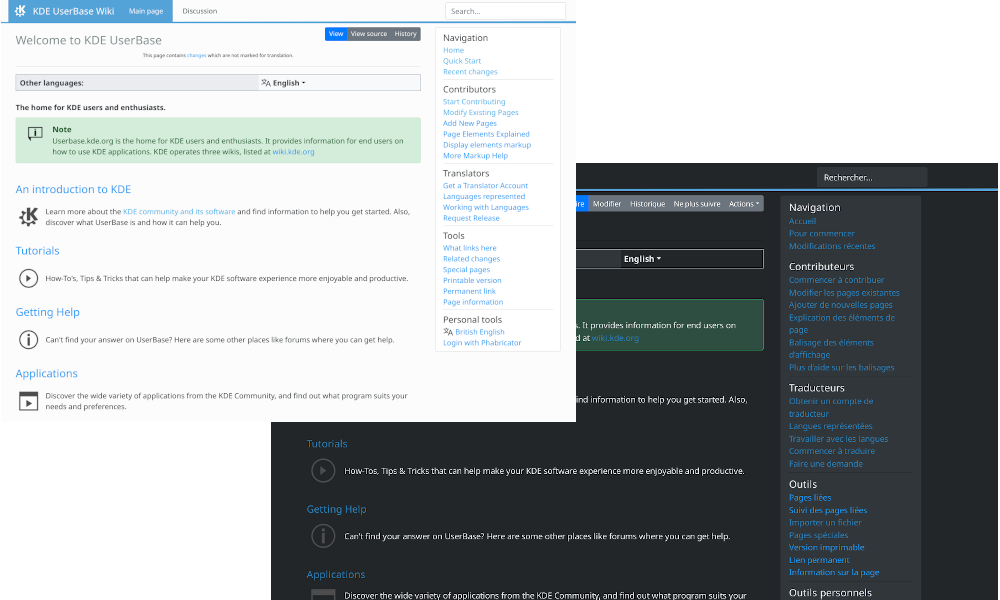
某網站的一般模式與深色模式比較

夜间模式（英語：Night mode）有时亦叫做黑暗模式或深色模式（Black mode），是一种高对比度，或者反色模式的螢幕显示模式。

## 兴起原因
由于現在的資訊科技生活，很多人要长时间使用电脑、手机、电视、平板电脑等電子產品，由於长时间閱覽白底黑字的文件或者用戶界面，會使眼睛感到不適，長此以往會造成视力受损。
夜间模式亦可以减少搭载OLED屏幕的设备的耗电量，延长手机使用时间。有些人甚至在白天都打开設備的夜间模式。

## 歷史
早在1991年，蘋果電腦的System 7 OS操作系统，就为视觉敏感的用户提供了黑底白字的深色显示模式功能，当时蘋果電腦把它叫做CloseView。Windows 95亦提供了类似的高对比度显示模式，并且在之后Windows的版本得到延续，用户可以自己設置系统操作界面的颜色。
早期的夜间模式会比较简单地直接反色，但后来就开始出现了比较多的精心设计的夜间模式，除了黑底白字之外，有還会对图片與影片的显示進行改良。例如2012年，Google Chrome发布了高对比度插件，除了黑底白字的模式，還提供灰度模式、反转模式、黑底黄字等不同的模式。截至2017年，YouTube和Android系统都相继推出夜间模式。
另外，苹果在iOS 9.3亦新增了名为Night Shift的夜间模式，以黄光取代蓝光，這樣會令用户感到更為舒服。Night Shift甚至会根据当地日落與日出的时间來自动调节。

## 问题
很多手机／电脑软件的夜间模式，都用黄光取代蓝光，但2019年英国曼彻斯特大学就进行了一项研究，比较老鼠对于蓝光與黄光的反应，他們认为在夜间开黄光的护眼模式，反而更会影响人对日夜的认知。也有研究人員認為夜间模式无助於睡眠。